# Jared Kushner
Jared Kushner (Livingston, 10 gennaio 1981) è un imprenditore, funzionario e politico statunitense, genero del presidente Donald Trump attraverso il suo matrimonio con Ivanka Trump. Ha ricoperto il ruolo di consigliere senior di Trump dal 2017 al 2021 ed è stato anche direttore dell'Office of American Innovation.
Per gran parte della sua carriera, Kushner ha lavorato come investitore immobiliare a New York City, in particolare attraverso l'azienda di famiglia Kushner Companies. Ha rilevato l'azienda dopo che suo padre, Charles Kushner, è stato condannato per 18 accuse penali, tra cui contributi elettorali illegali, evasione fiscale e manomissione di testimoni nel 2005;  Charles è stato poi graziato da Trump nel 2020.
È stato anche coinvolto nell'editoria dopo aver acquistato il New York Observer nel 2006.  Da quando ha lasciato la Casa Bianca, Kushner ha fondato Affinity Partners, una società di private equity che deriva la maggior parte dei suoi fondi dal fondo sovrano del governo saudita.

## Biografia
Figlio di Charles Kushner e Seryl Stadtmauer entrambi di origine ebraica, Jared Kushner è nato a Livingston, nel New Jersey. Jared ha un fratello minore di nome Joshua Kushner. La loro nonna Rae Kushner (1923-2004) fu un'ebrea polacca, seconda di quattro figli, che ancora sedicenne riuscì a fuggire con la famiglia dal ghetto di Novogrudok (ora in Bielorussia) e dall'occupazione nazista della Polonia, vagando per l'Europa, finché non trovò rifugio in un campo profughi in Italia.  Nel '44 sposò Joseph Berkowitz, proveniente da una povera famiglia di Novogrudok, il quale assunse il cognome della moglie e si trasferì a New York cinque anni dopo, dove Rae ebbe tre figli (Murray, Charles e Esther) mentre Joseph da semplice muratore ascese al vertice di un impero immobiliare che alla morte, avvenuta nel 1985, contava 4.000 appartamenti.
Cresciuto in una famiglia ebrea ortodossa moderna, Kushner si è diplomato alla Frisch School, una yeshiva ortodossa moderna, nel 1999 e si è iscritto all'Università di Harvard nello stesso anno. Secondo il giornalista Daniel Golden, il padre di Kushner ha fatto una donazione di 2,5 milioni di dollari all'università nel 1998, non molto tempo prima che Jared fosse ammesso. Ad Harvard, Kushner fu eletto nel Fly Club, sostenne la casa Chabad del campus guidata da Hirschy Zarchi, acquistò e vendette immobili a Somerville, Massachusetts, come vicepresidente della Somerville Building Associates (una divisione della Kushner Companies), che ha ottenuto un profitto di 20 milioni di dollari dal suo scioglimento nel 2005. Kushner si è laureato ad Harvard con lode nel 2003 in amministrazione pubblica. Si è poi iscritto al programma di doppia laurea JD/MBA presso la New York University School of Law e la New York University Stern School of Business, laureandosi in entrambe nel 2007. Ha svolto un tirocinio presso l'ufficio del procuratore distrettuale di Manhattan Robert Morgenthau e presso lo studio legale di New York Paul, Weiss, Rifkind, Wharton & Garrison. 

## Carriera imprenditoriale
Dopo la condanna del padre e la successiva incarcerazione tra il 4 marzo 2005 e il 25 agosto 2006, Kushner ha assunto un ruolo molto più importante nell'attività immobiliare di famiglia. Iniziò ad espandere l'attività e acquisì quasi 7 miliardi di dollari di proprietà nei successivi dieci anni, gran parte dei quali a New York City.

### Immobiliare
Kushner è stato un investitore immobiliare attivo durante gli anni del college e ha aumentato la presenza delle società Kushner in tutto il mercato immobiliare di New York City.

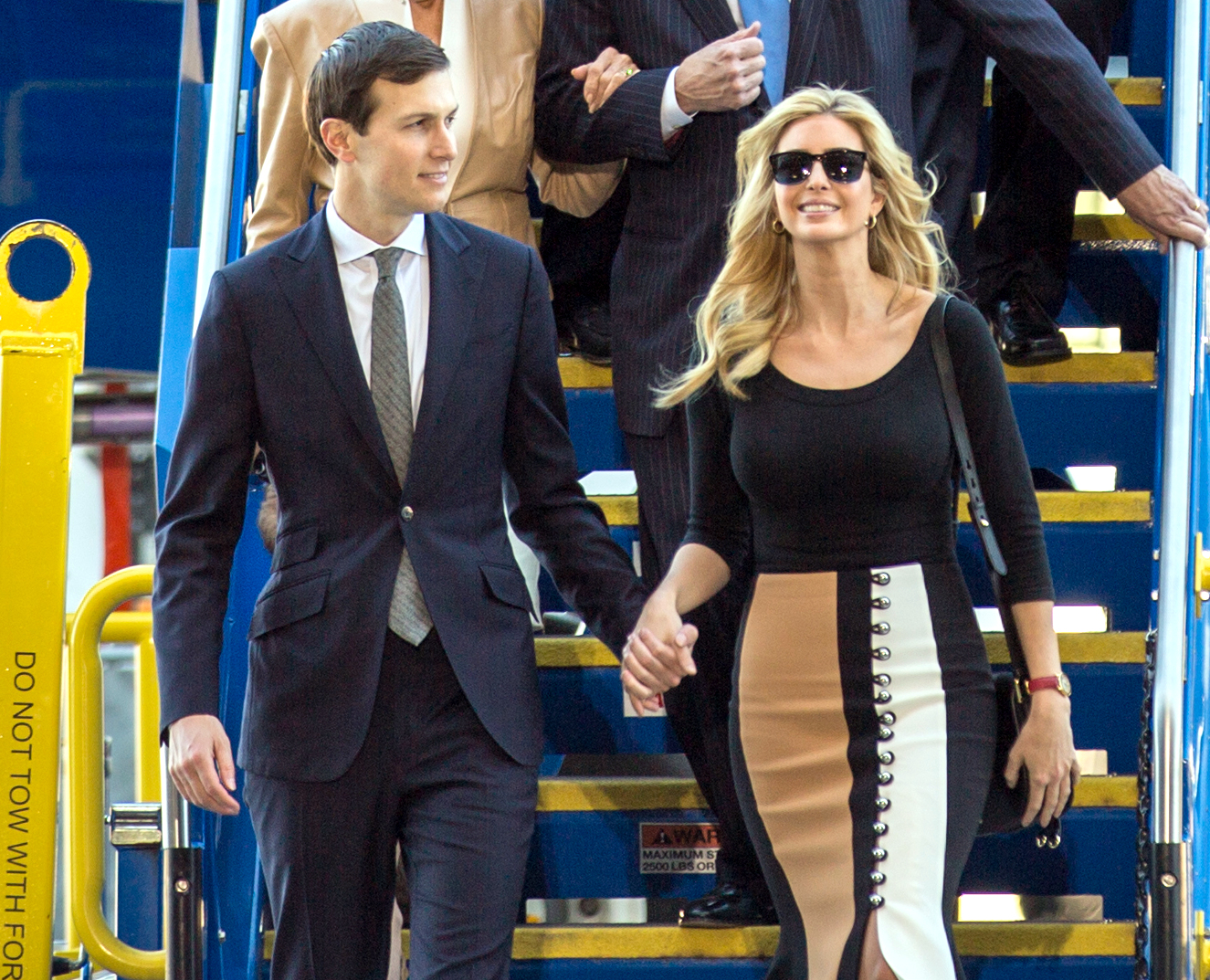
Jared Kushner e Ivanka Trump nel 2017.

La Kushner Companies ha acquistato il 666 della Fifth Avenue nel 2007 per 1,8 miliardi di dollari, la maggior parte dei quali presi in prestito. All'epoca è stato l'acquisto di una singola proprietà più costoso nella storia degli Stati Uniti. Ha assunto il ruolo di CEO nel 2008. A seguito del crollo immobiliare di quell'anno, il flusso di cassa generato dalla proprietà era insufficiente a coprire il debito, e i Kushner furono costretti a vendere una quota dell'edificio a The Carlyle Group e Stanley Chera e a prendere Vornado Realty Trust come socio azionario al 50% nella proprietà dell'edificio.
A quel tempo, Kushner Companies aveva perso più di 90 milioni di dollari sul suo investimento. Jader era il volto dell'accordo, ma è stato suo padre Charles Kushner a spingerlo per fare l'affare.

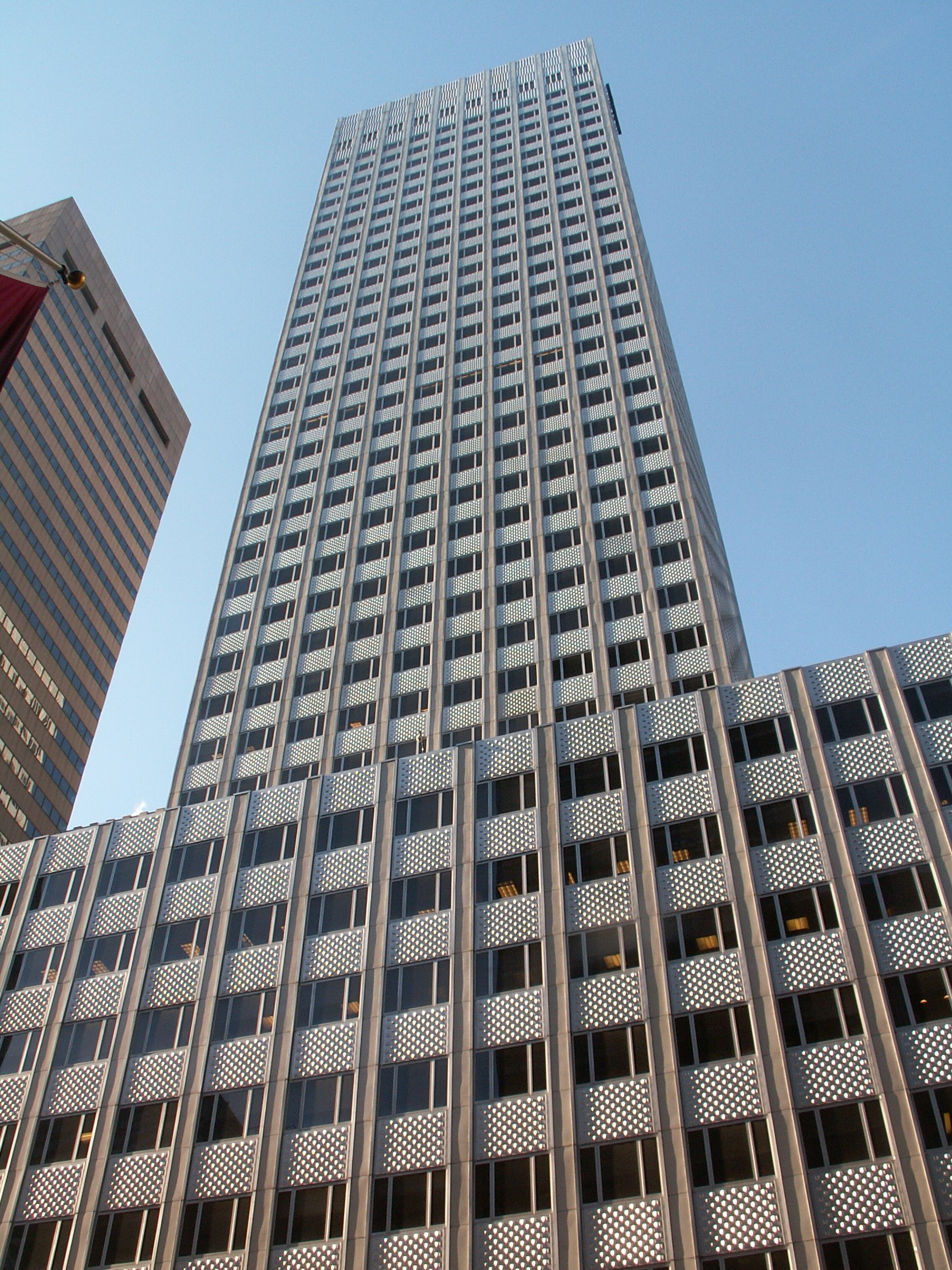
Kushner Companies ha comprato al 666 di Fifth Avenue nel 2007 per $1.8 miliardi.

Nel 2011, Kushner ha acquistato una torre per uffici al 200 di Lafayette Street a Manhattan per 50 milioni di dollari, vendendola due anni dopo per 150 milioni di dollari.  Nel 2013, la sua società ha condotto una transazione per acquistare la sede dei Testimoni di Geova a Brooklyn Heights per 375 milioni di dollari e ha investito 100 milioni di dollari nel sito, trasformandolo in un vasto parco di uffici e firmando un contratto di locazione di 10 anni con il rivenditore online Etsy. Lo stesso anno, Kushner ha co-fondato WiredScore, un'organizzazione globale che fornisce una certificazione di connettività digitale che valuta la qualità e la resilienza dell'infrastruttura digitale negli edifici. 
Tra il 2013 e il 2014, Kushner e la sua azienda hanno comprato più di 11.000 unità in tutta New York, nel New Jersey e nell'area di Baltimora. Nell'agosto 2014, Kushner ha acquisito un portafoglio di appartamenti di tre edifici a Middle River, nel Maryland, per 38 milioni di dollari con Aion Partners, vendendo successivamente il complesso per 68 milioni di dollari. Nel maggio 2015 ha acquisito una quota del 50,1% del Times Square Building da Africa Israel Investments Ltd. per 295 milioni di dollari.

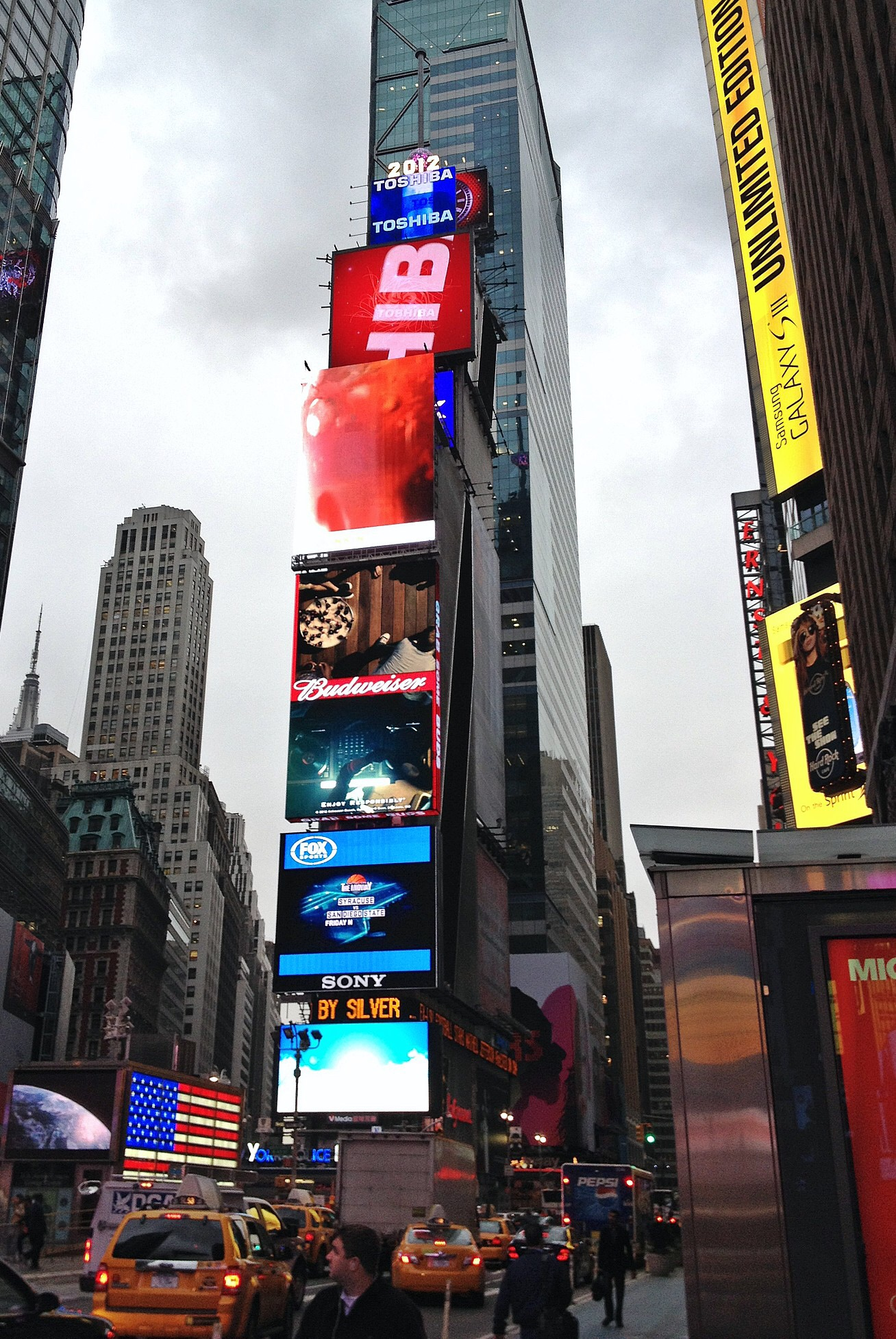
Nel maggio 2015, Kushner ha acquisito la maggioranza dell'edificio di One Times Square per $295 milioni.

Nel 2014, Kushner, con suo fratello Joshua e Ryan Williams, ha co-fondato Cadre (ora RealCadre LLC), una piattaforma di investimento immobiliare online. I suoi soci in affari includevano Goldman Sachs e il miliardario George Soros, uno dei principali finanziatori del Partito Democratico.  All'inizio del 2015, Soros Fund Management ha finanziato la startup con una linea di credito di 250 milioni di dollari.  Kushner non ha indicato queste relazioni d'affari nel suo modulo di divulgazione finanziaria del governo del gennaio 2017. In seguito, ha dichiarato la sua proprietà della BFPS Ventures, la società che ospitava la sua partecipazione in Cadre.  Nel 2020, la sua quota di proprietà in Cadre è stata stimata in 25-50 milioni di dollari.

### Editoria
Nel 2006 Kushner ha acquistato il New York Observer, un settimanale di New York, per 10 milioni di dollari, superando un'offerta della Trifecta Enterprises, un gruppo guidato da Robert De Niro. Per fare l'offerta, Kushner ha usato i soldi che dice di aver guadagnato durante i suoi anni universitari chiudendo accordi su edifici residenziali che ha acquistato a Somerville, nel Massachusetts, con i membri della famiglia che fornivano il sostegno per i suoi investimenti. Gli edifici, che ha comprato per 8,3 milioni di dollari nel 2000, sono stati venduti quattro anni dopo per 13 milioni di dollari.

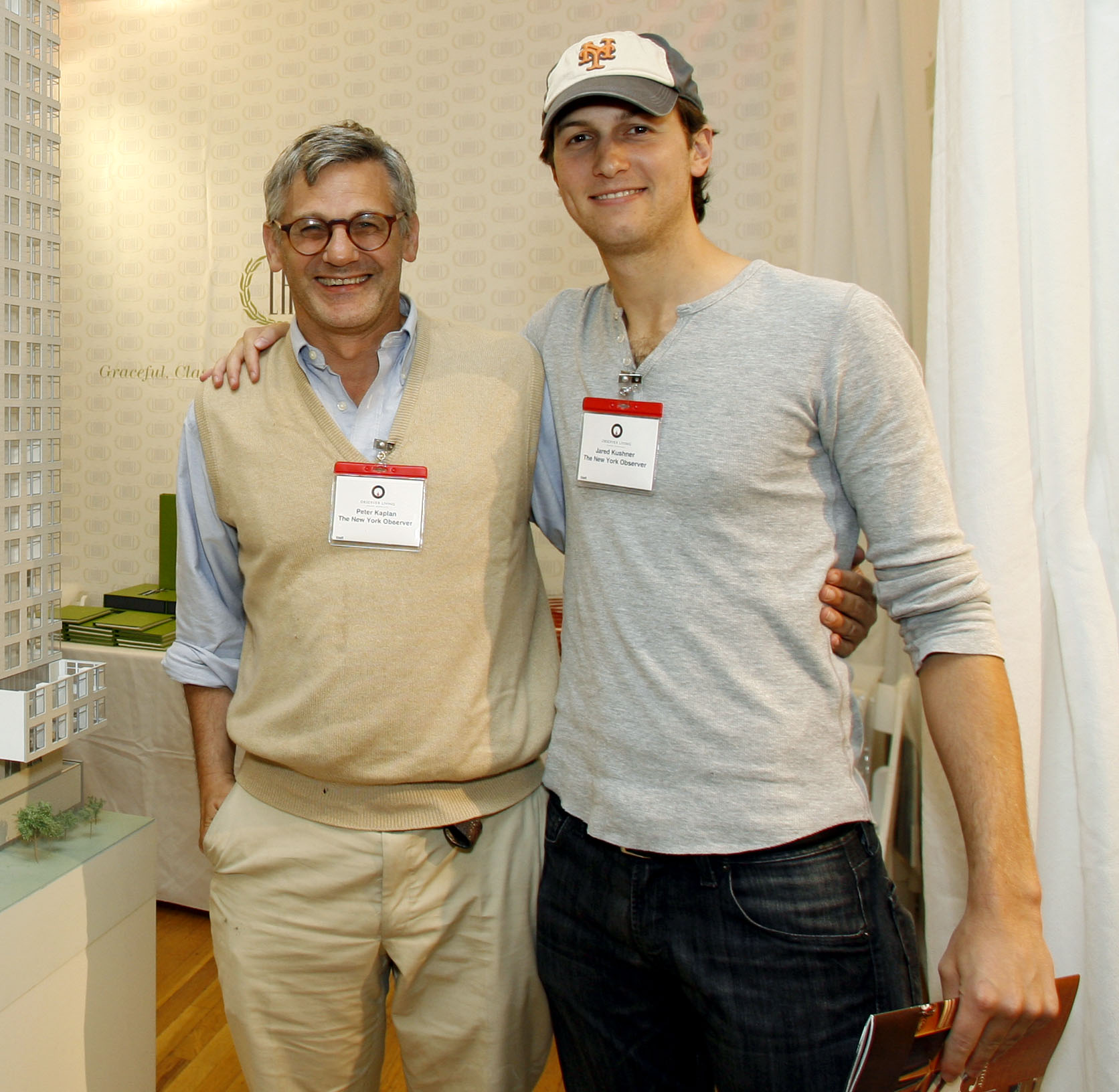
Kushner (a destra) con l'allora redattore capo del The New York Observer Peter W. Kaplan, settembre 2008.

Dopo aver acquistato l'Observer, Kushner lo ha pubblicato in formato tabloid.  Da allora, gli è stato attribuito il merito di aver aumentato la presenza online dell'Observer e di aver ampliato l'Observer Media Group. Senza una notevole esperienza nel giornalismo, Kushner non è riuscito a stabilire un buon rapporto con il veterano caporedattore del giornale, Peter W. Kaplan. "Questo tizio non sa quello che non sa", ha detto all'epoca Kaplan a proposito di Kushner ai colleghi. A causa delle sue divergenze con Kushner, Kaplan ha lasciato il suo incarico. Numerosi i successori di Kaplan, ma tutti di breve durata fino a quando Kushner ha assunto Elizabeth Spiers nel 2011. È stato affermato che Kushner ha usato l'Observer come propaganda contro i rivali nel settore immobiliare. Spiers ha lasciato il giornale nel 2012. Nel gennaio 2013, Kushner ha assunto un nuovo caporedattore, Ken Kurson. Kurson era stato consulente di candidati politici repubblicani nel New Jersey.
Secondo Vanity Fair, sotto Kushner, "l'Observer ha perso praticamente tutta la sua forza culturale tra l'élite di New York, ma il giornale è ora redditizio e riporta una crescita del traffico ... [esso] vanta 6 milioni di visitatori unici al mese, rispetto agli 1,3 milioni di gennaio 2013". Nell'aprile 2016, il New York Observer è diventato uno dei pochi giornali ad appoggiare ufficialmente il candidato presidenziale degli Stati Uniti Donald Trump nelle primarie repubblicane, ma il giornale ha concluso il periodo della campagna elettorale scegliendo di non sostenere alcun candidato presidenziale.
Kushner si è dimesso dal suo ruolo giornalistico nel gennaio 2017 per assumere un ruolo nell'amministrazione del presidente Donald Trump. Fu sostituito da suo cognato, Joseph Meyer. 

### Politica
Jared Kushner è stato un democratico prima che suo suocero Donald Trump entrasse in politica.  Aveva donato oltre $ 10.000 alle campagne democratiche a partire dall'età di 11 anni. Nel 2008, ha fatto una donazione alla campagna per Hillary Clinton e il suo giornale, il New York Observer, ha appoggiato Barack Obama nei confronti di John McCain nelle elezioni presidenziali degli Stati Uniti del 2008. Dopo aver espresso delusione nei confronti di Obama, si è registrato come indipendente nel 2009 e ha appoggiato il candidato repubblicano alla presidenza degli Stati Uniti Mitt Romney nel 2012 tramite il New York Observer. Nel 2014 ha continuato a donare ai gruppi democratici, ma si è unito alla nascente campagna presidenziale statunitense di suo suocero Donald Trump nel campo dei candidati repubblicani nel 2015. Kushner non aveva alcun coinvolgimento precedente nella campagna elettorale o nel governo prima della campagna di Trump. 

### Campagna presidenziale

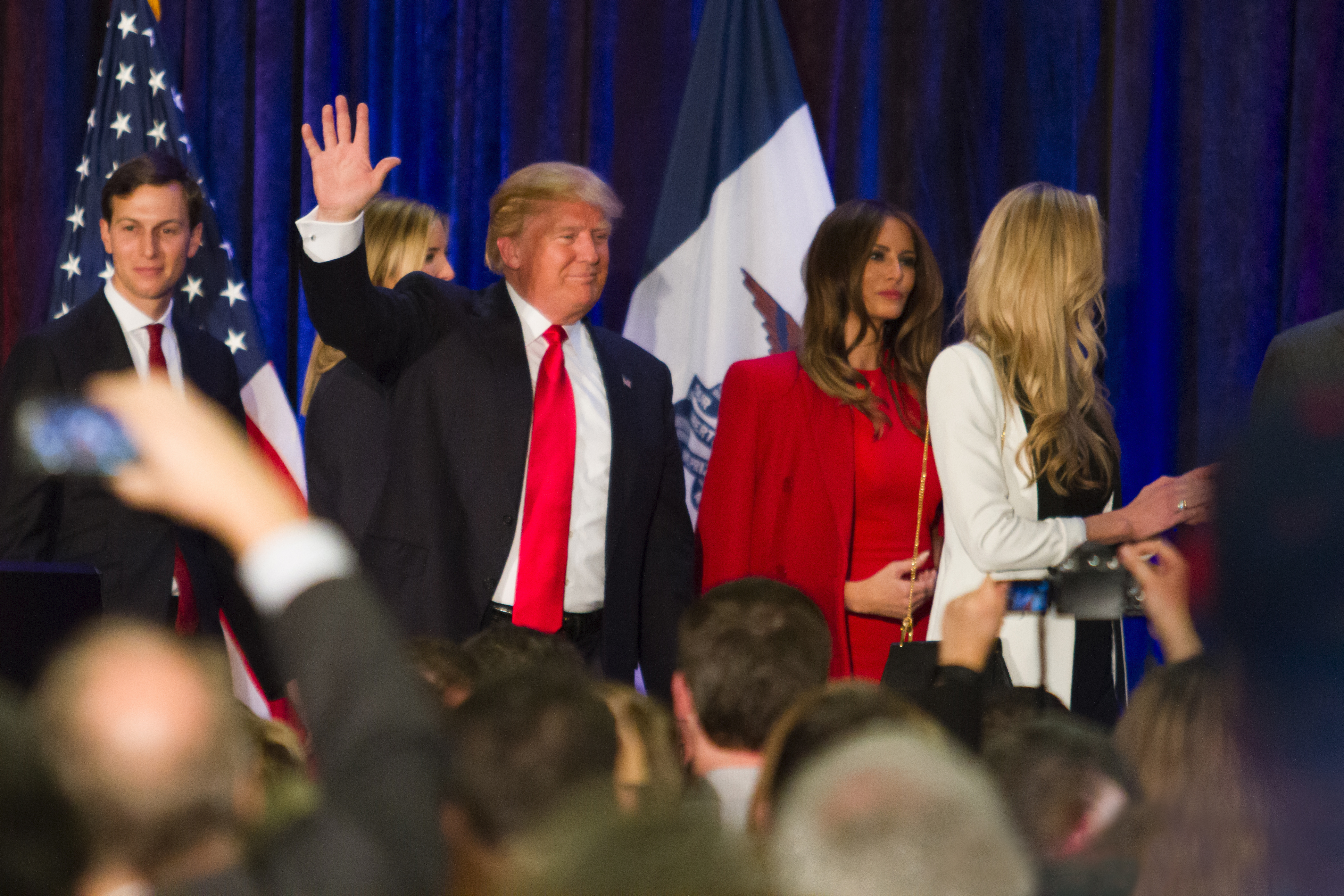
Kushner e la famiglia Trump, fotografati a una festa per la vittoria della campagna elettorale a Des Moines, Iowa, il 1° febbraio 2016

Fin dall'inizio della campagna presidenziale di suo suocero Donald Trump, Kushner è stato l'architetto delle campagne digitali, online e sui social media di Trump, arruolando talenti della Silicon Valley per gestire un team di social media di 100 persone soprannominato "Project Alamo".  Il team digitale ha testato più di centomila combinazioni di annunci pubblicitari a settimana, raccogliendo più di 250 milioni di dollari in donazioni di piccole dimensioni negli ultimi mesi della campagna. Andrew Bosworth, il massimo dirigente pubblicitario di Facebook durante il ciclo della campagna del 2016, l'ha definita la "migliore campagna pubblicitaria digitale che abbia mai visto da qualsiasi inserzionista".
Kushner, insieme a Paul Manafort e Brad Parscale, ha assunto la Cambridge Analytica di Steve Bannon per sostenere la campagna di Trump. ushner ha anche aiutato come scrittore di discorsi ed è stato incaricato di lavorare per stabilire un piano per il team di transizione della Casa Bianca di Trump. Per un certo periodo è stato visto come il manager de facto della campagna di Trump, succedendo a Corey Lewandowski, che è stato licenziato in parte su raccomandazione di Kushner nel giugno 2016. Era stato intimamente coinvolto nella strategia della campagna, coordinando la visita di Trump alla fine di agosto in Messico, e si ritiene che sia responsabile della scelta di Mike Pence come compagno di corsa di Trump. Il "tentacolare database digitale di raccolta fondi e la campagna sui social media" di Kushner sono stati descritti come "il luogo della candidatura presidenziale di suo suocero". 
Secondo l'ex CEO di Google Eric Schmidt (che ha lavorato sulla tecnologia per la campagna di Hillary Clinton), il ruolo di Kushner nelle elezioni del 2016 è stata la sua più grande sorpresa. Schmidt ha detto a Forbes: "Per quanto ne so, in realtà ha condotto la campagna e l'ha fatto essenzialmente senza risorse". I documenti della Commissione elettorale federale indicano che la campagna di Trump ha speso 343 milioni di dollari, circa il 59% in più rispetto alla campagna di Clinton. 
Il 5 luglio 2016, Kushner ha scritto una lettera aperta sul New York Observer affrontando la controversia intorno a un tweet della campagna di Trump contenente immagini presumibilmente antisemite. Stava rispondendo all'editoriale di Dana Schwartz sul suo giornale in cui criticava il coinvolgimento di Kushner nella campagna di Trump. Nella lettera, Kushner ha scritto: "A mio parere, accuse come 'razzista' e 'antisemita' vengono lanciate con una noncuranza che rischia di rendere queste parole prive di significato". Suo cugino Marc ha risposto all'editoriale su Facebook dicendo che la lezione che ha imparato dalla storia dei suoi nonni è stata quella di rinunciare all'odio. 
Il 20 gennaio 2017 viene nominato assieme a Stephen Miller senior advisor di Donald Trump. Nel marzo 2017 Trump lo ha messo a capo del neo-istituito Office of American Innovation (OAI; Ufficio delle innovazioni americane) della Casa Bianca. Nell'aprile 2017 ha incontrato i leader iracheni a Baghdad per conto del presidente.

## Vita privata
Jared Kushner ha un fratello minore, Joshua, e due sorelle, Dara e Nicole. Ha sposato Ivanka Trump con una cerimonia ebraica il 25 ottobre 2009. Si erano conosciuti nel 2005 tramite amici comuni. Kushner e sua moglie Ivanka (che si è convertita all'ebraismo nel 2009) sono ebrei ortodossi moderni, mantengono una casa kosher e osservano lo Shabbat ebraico. Hanno tre figli, una figlia nata nel luglio 2011, e due maschi, nati nell'ottobre 2013 e nel marzo 2016.
Nel 2017, le rivelazioni federali suggerivano che Kushner e sua moglie Ivanka Trump avessero beni per un valore di almeno 240 milioni di dollari e fino a 740 milioni di dollari. Hanno anche una collezione d'arte, stimata in milioni, che inizialmente non è stata menzionata nelle informazioni finanziarie.  L'Ufficio per l'etica del governo degli Stati Uniti ha affermato che le divulgazioni aggiornate sono conformi ai regolamenti e alle leggi. 
A Kushner è stato diagnosticato un cancro alla tiroide nell'ottobre 2019 e si è sottoposto a cure durante l'amministrazione Trump, racconta nel suo libro di memorie politiche. Nell'agosto 2022 ha subito un secondo intervento chirurgico alla tiroide. Kushner è apparso nel documentario del 2022 Unprecedented.